# Atletiek op de Olympische Zomerspelen 2008 - 50 kilometer snelwandelen mannen
Het 50 kilometer snelwandelen voor mannen op de Olympische Spelen van 2008 in Peking vond plaats op 22 augustus op een wegparcours tussen het Nationale Stadion van Peking, waar start en finish waren, over de Zhongzhouweg. De start vond om 7.30 uur in de ochtend plaats (1.30 uur Nederlandse tijd).

## Kwalificatie
Elk Nationaal Olympisch Comité mocht drie atleten afvaardigen die in de kwalificatieperiode (1 september 2006 tot 23 juli 2008) aan de A-limiet voldeden (4:00.00). Een NOC mag één atleet afvaardigen, die in dezelfde kwalificatieperiode aan de B-limiet voldeed (4:07.00).

## Medailles
| Goud   | Alex Schwazer      | ITA |
| Zilver | Jared Tallent      | AUS |
| Brons  | Denis Nizjegorodov | RUS |

## Records
Voor dit onderdeel waren het wereldrecord en olympisch record als volgt.
| Wereldrecord     | 3:34.14 | Denis Nizjegorodov   | RUS | Tsjeboksary | 11 mei 2008       |
| Olympisch record | 3:38.29 | Vjatsjeslav Ivanenko | URS | Seoel       | 30 september 1988 |

## Uitslag
De volgende afkortingen worden gebruikt:
- OR Olympisch record
- NR Nationaal record
- PB Persoonlijke besttijd
- SB Beste seizoensprestatie
- ~ Waarschuwing voor verlies bodemcontact
- > Waarschuwing voor gebogen knie
- DSQ Gediskwalificeerd
- DNF Niet gefinisht
- DNS Niet gestart

| Plaats | Naam                      | Nationaliteit | Resultaat | Waarschuwingen | Opmerkingen |
| ------ | ------------------------- | ------------- | --------- | -------------- | ----------- |
| 1      | Alex Schwazer             | ITA           | 3:37.09   | ~              | OR          |
| 2      | Jared Tallent             | AUS           | 3:39.27   | >              | PB          |
| 3      | Denis Nizjegorodov        | RUS           | 3:40.14   | ~ >            |             |
| 4      | Jesús Ángel García        | ESP           | 3:44.08   | ~ >            | SB          |
| 5      | Erik Tysse                | NOR           | 3:45.21   |                | PB          |
| 6      | Horacio Nava              | MEX           | 3:45.21   |                | PB          |
| 7      | Yuki Yamazaki             | JPN           | 3:45.47   | ~              |             |
| 8      | Rafal Fedaczynski         | POL           | 3:46.51   |                | PB          |
| 9      | Grzegorz Sudol            | POL           | 3:47.18   | > >            |             |
| 10     | Luke Adams                | AUS           | 3:47.45   |                | PB          |
| 11     | Antonio Pereira           | POR           | 3:48.12   |                | NR          |
| 12     | André Höhne               | GER           | 3:49.52   | > >            |             |
| 13     | Mikel Odriozola           | ESP           | 3:51.30   |                |             |
| 14     | Jianbo Li                 | CHN           | 3:52.20   |                |             |
| 15     | Jarkko Kinnunen           | FIN           | 3:52.25   |                | PB          |
| 16     | Igors Kazakevics          | LAT           | 3:52.38   | ~              | PB          |
| 17     | Tianfeng Si               | CHN           | 3:52.58   |                |             |
| 18     | Jesús Sánchez             | MEX           | 3:53.58   | ~ ~            |             |
| 19     | Marco de Luca             | ITA           | 3:54.47   |                |             |
| 20     | Antti Kempas              | FIN           | 3:55.19   |                | PB          |
| 21     | Zhao Chengliang           | CHN           | 3:56.47   | ~ ~            |             |
| 22     | Luis Fernando García      | GUA           | 3:56.58   | >              | SB          |
| 23     | Mario Iván Flores         | MEX           | 3:58.04   | >              |             |
| 24     | Sergiy Budza              | UKR           | 3:58.21   |                | PB          |
| 25     | Fausto Quinde             | ECU           | 3:59.28   |                | PB          |
| 26     | Santiago Pérez            | ESP           | 3:59.41   |                | SB          |
| 27     | Oleksiy Shelest           | UKR           | 3:59.46   |                |             |
| 28     | Eddy Riva                 | FRA           | 4:00.49   | >              |             |
| 29     | Takayuki Tanii            | JPN           | 4:01.37   | ~ ~            |             |
| 30     | Nenad Filipovic           | SRB           | 4:02.16   |                | PB          |
| 31     | Dong-young Kim            | KOR           | 4:02.32   | >              |             |
| 32     | Tadas Suskevicius         | LTU           | 4:02.45   |                |             |
| 33     | Hatem Ghoula              | TUN           | 4:03.47   | ~              |             |
| 34     | Rodrigo Moreno            | COL           | 4:03.52   | ~              |             |
| 35     | Milos Batovsky            | SVK           | 4:06.30   |                |             |
| 36     | Xavier Moreno             | ECU           | 4:07.04   |                |             |
| 37     | Konstadinos Stefanopoulos | GRE           | 4:07.53   | >              |             |
| 38     | Tim Berrett               | CAN           | 4:08.18   |                |             |
| 39     | Phillip Dunn              | USA           | 4:08.32   |                |             |
| 40     | Augusto Cardoso           | POR           | 4:09.00   |                |             |
| 41     | Jr Mario Jose dos Santos  | BRA           | 4:10.25   |                |             |
| 42     | Ingus Janevics            | LAT           | 4:12.45   |                | ‘‘‘ '       |
| 43     | Andrei Stsepanchuk        | BLR           | 4:14.09   | >              |             |
| 44     | Jamie Costin              | IRL           | 4:15.16   |                |             |
| 45     | Roman Bilek               | CZE           | 4:18.32   |                |             |
| 46     | Zoltan Czukor             | HUN           | 4:20.07   | >              |             |
| 47     | Kazimir Verkin            | SVK           | 4:21.26   | >              |             |
|        | Oleksiy Kazanin           | UKR           | DNF       |                |             |
|        | Yohann Diniz              | FRA           | DNF       |                |             |
|        | Trond Nymark              | NOR           | DNF       |                |             |
|        | Donatas Skarnulis         | LTU           | DNF       |                |             |
|        | Sergey Kirdyapkin         | RUS           | DNF       |                |             |
|        | Adam Rutter               | AUS           | DNF       |                |             |
|        | Peter Korcok              | SVK           | DNF       |                |             |
|        | Artur Brzozowski          | POL           | DSQ       | > > >          |             |
|        | Diego Cafagna             | ITA           | DSQ       | > > >          |             |
|        | Colin Griffin             | IRL           | DSQ       | > ~ >          |             |
|        | Salvador Mira             | ESA           | DSQ       | > ~ ~          |             |
|        | Darius Skarnulis          | LTU           | DSQ       | ~ > >          |             |
|        | Igor Erokhin              | RUS           | DNS       |                |             |
|        | Joao Vieira               | POR           | DNS       |                |             |